# Felon (Film)
Felon (englisch für ‚Verbrecher‘) ist ein US-amerikanisches Filmdrama von Ric Roman Waugh aus dem Jahr 2008.

## Handlung
Der Arbeiter Wade Porter plant die Eröffnung eines eigenen Geschäfts. Eines Tages bricht ein Mann in das Haus ein, in dem Wade, seine Verlobte Laura und der gemeinsame Sohn Michael wohnen. Wade verfolgt den Flüchtenden über die Türschwelle hinaus ins Freie und schlägt ihn im Vorgarten mit einem Baseballschläger nieder, da er befürchtet, der Täter wolle eine Waffe ziehen. Da der Täter jedoch lediglich die entwendete Brieftasche aus der Hosentasche ziehen wollte und keine Waffe bei sich trägt, urteilt der von Laura herbeigerufene Polizist, Wade habe durch die Tötung des Mannes die Grenze der Notwehr überschritten und wird festgenommen. Zunächst wird er des Mordes angeklagt. Als die Anklage in fahrlässigen Totschlag geändert wird, bekennt Wade sich schuldig, wofür ihm eine reduzierte Strafe in Aussicht gestellt wird. Doch während des Gefangenentransports wird ihm – nach einem Angriff eines Mithäftlings auf einen anderen – die Waffe des Angreifers zugesteckt, woraufhin Wade im Hochsicherheitstrakt des Gefängnisses landet. Zudem wird er zu einer längeren Gefängnisstrafe verurteilt, da der angegriffene Häftling seinen Verletzungen erliegt und Wade der Beihilfe zum Mord beschuldigt wird. Im Gefängnis wird Wade von Lt. Jackson gequält, welcher die Gefangenen beim Freigang im Sicherheitstrakt gegeneinander kämpfen lässt und selber auch vor schwerer Körperverletzung und Mord nicht zurückschreckt, da er in den Gefangenen nur Abschaum sieht. Als Wade den mehrfachen Mörder Smith als Zellengenossen zugeteilt bekommt und die beiden sich nach einer Zeit anfreunden, gelingt es durch eine List und die Mithilfe eines noch neuen und gesetzestreuen Gefängniswärters, das FBI von diesen brutalen Übergriffen in Kenntnis zu setzen. Kurz bevor das FBI im Gefängnis eintrifft, versucht Lt. Jackson noch Wade zu töten, wird aber seinerseits von Smith mit einem kleinen Messer getötet. Smith wird daraufhin von einem Wärter erschossen. Wade wird auf Grund der Videoaufzeichnungen dieser Vorgänge sowie seiner Aussagen vor Gericht auf sein ursprüngliches Strafmaß zurückgesetzt und sieht bald darauf seine Familie wieder.

## Kritiken
Stephen Farber schrieb in der Zeitschrift The Hollywood Reporter vom 16. Juli 2008, Felon sei in der Konvention der seit dem Jahr 1930 entstehenden Gefängnisfilme gehalten. Die Regie sei energisch gewesen, die Schauspieler hätten vollen Einsatz gezeigt und die „Stars von gestern“ unter ihnen hätten ihre Qualität bestätigt. Der Film sei ein solides „B-Movie“, welches seinem hauptsächlichen Publikum gefallen werde. Die beste Darstellung biete Val Kilmer, der dem gespielten Charakter eine tragische Dimension verleihe. Der Film nutze „ausgezeichnet“ die Drehorte. Sein Schnitt sei „messerscharf“; die Atmosphäre im Gefängnis sei mit einer „zerquetschenden Intensität“ wiedergegeben.

## Hintergründe
Der Film wurde in Santa Fe (New Mexico) gedreht. Seine Produktionskosten betrugen schätzungsweise 2,9 Millionen US-Dollar. Die Weltpremiere fand am 17. Juli 2008 in Hollywood statt. Einen Tag später kam der Film in die ausgewählten Kinos der USA.